# Delage Type 4 D 12
Der Delage Type 4 D 12 war ein Rennwagen der französischen Marke Delage. Er wurde auch Delage V12 Andreau-Labourdette genannt.

## Beschreibung
Louis Delâge hatte 1935 nach der freiwilligen Liquidation seines ersten Unternehmens Delage et Compagnie das Recht erhalten, in einem eigenen Unternehmen jährlich ein Dutzend Rennwagen herzustellen. Als mögliche Firmierung ist lediglich STAS überliefert. Es ist anzunehmen, dass dieses Modell von STAS kam. Fahrgestell und Motor erhielten die Nummer 1.
Delage beschloss 1937, wieder in den Rennsport einzusteigen. Albert Lory entwickelte das Fahrzeug. Es gab weder Vorgänger noch Nachfolger. Das Datum der Typprüfung durch die Behörde ist nicht bekannt.
Ein V12-Motor trieb die Fahrzeuge an. Er hatte 73,5 mm Bohrung und 88 mm Hub. Das ergab 4481 cm³ Hubraum. Der Motor war mit 26 Cheval fiscal eingestuft und leistete 190 PS.
Das Fahrgestell hatte 1485 mm Spurweite und 2950 mm Radstand. Das Leergewicht war mit 1800 kg angegeben. Ungewöhnlich war der Aufbau als viersitziges Coupé. Carrosserie Labourdette stellte die Karosserie nach einem Entwurf des Aerodynamikers Jean Édouard Andreau her. Auffallend war eine zentral angeordnete Heckflosse. Der geschlossene Aufbau sollte aerodynamische Vorteile bringen, hatte aber den Nachteil des Mehrgewichts. Delage wollte beweisen, dass dieser Gran Turismo bei den Rennwagen mithalten könne.
Insgesamt entstand nur ein Fahrzeug. Es wurde am 25. Juni 1937 zugelassen. Im Herbst 1937 wurde es während des Pariser Autosalons auf dem Stand von Labourdette präsentiert. Der Rennfahrer Joseph Paul kaufte es am 8. Juni 1939.

## Renneinsätze
Am 4. Juli 1937 fand der Große Preis von Frankreich 1937 auf der Rennstrecke von Montlhéry statt. Der Fahrer Henri Frètet nahm am Training teil und erzielte dabei Zeiten, die Hoffnung gaben, dass die Qualifikation für das Rennen gelingen würde. Nach einem durch einen Bremsdefekt ausgelösten Unfall war eine Teilnahme am Rennen nicht mehr möglich.
Das Fahrzeug erhielt daraufhin eine offene Karosserie. Joseph Paul fuhr damit am 7. Mai 1938 die Junior Club International Trophy in Brooklands. Kurz nach dem Start kam es zu einem Feuer und einen Unfall, bei dem zwei Zuschauer getötet wurden.
| Datum        | Veranstaltung                    | Ort        | Fahrzeug    | Team         | Ergebnis                    |
| ------------ | -------------------------------- | ---------- | ----------- | ------------ | --------------------------- |
| 4. Juli 1937 | Großer Preis von Frankreich 1937 | Montlhéry  | Type 4 D 12 | Henri Frètet | nicht gestartet             |
| 6. Mai 1938  | Junior Club International Trophy | Brooklands | Type 4 D 12 | Joseph Paul  | Ziel nicht erreicht, Unfall |